# Kuruburu, Tirumakudal Narsipur
Kuruburu là một làng thuộc tehsil Tirumakudal Narsipur, huyện Mysore, bang Karnataka, Ấn Độ.